# بيزو ديل ألب غيلاتو
بيزو ديل ألب غيلاتو (بالإنجليزية: Pizzo dell'Alpe Gelato)‏ هو أحد جبال سلسلة جبال الألب ليبونتيني ويقع في كانتون تيسينو في سويسرا. يحتل المرتبة رقم 302 في قائمة جبال سويسرا من حيث الارتفاع، إذ يبلغ ارتفاعه حوالي 2613 متر، بينما يبلغ ارتفاع نتوء الجبل 357 متر.